# Walter Hampden

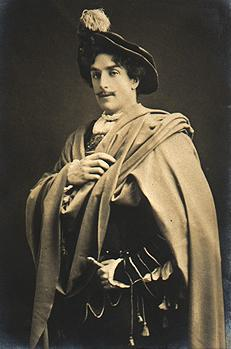
Walter Hampden als Lucentio in Der Widerspenstigen Zähmung (1904)

Walter Hampden Dougherty (* 30. Juni 1879 in Brooklyn, New York; † 11. Juni 1955 in Los Angeles, Kalifornien) war ein US-amerikanischer Schauspieler und Theaterleiter. Er war ein bedeutender Theaterstar des Broadways in New York.

## Leben und Karriere
Walter Hampden wurde als Sohn von John Hampden Dougherty und Alice Hill in Brooklyn geboren, sein älterer Bruder war der Maler Paul Dougherty (1877–1947). Erste Erfahrungen als Schauspieler sammelte er in England, wo er sich der Bühnentruppe von Frank Benson anschloss und unter anderem durch Shakespeare-Stücke eine gute Schauspielausbildung genoss. Im Jahre 1907 kehrte Hampden dann in die Vereinigten Staaten zurück, wo er unter anderem an der Seite von Alla Nazimova auftrat. Ab 1908 trat Hampden regelmäßig am Broadway auf und wurde so zu einem sowohl bei Publikum als auch bei Kritikern gefeierten Bühnenstar. Sein wohl größter Erfolg war die Verkörperung des Cyrano de Bergerac, den er erstmals 1923 und dann noch viermal im Verlaufe seiner Broadway-Karriere spielte. Außerdem war er für seine brillanten Shakespeare-Interpretationen bekannt: Neben Maurice Evans ist er der einzige Schauspieler, von dem bekannt ist, dass er Hamlet in drei unterschiedlichen Produktionen am Broadway spielte. Nach John Barrymore war er der führende amerikanische Shakespeare-Darsteller seiner Zeit.
Zeitweise führte Hampden mit dem Colonial Theatre sein eigenes Theater, das zwischen 1925 und 1931 auch nach ihm als Walter Hampden Theatre benannt war. Über 27 Jahre bis zu seinem Tod fungierte Hampden als Präsident des renommierten Players Clubs. Im März 1929 fand er sich sogar auf dem Titelblatt des Time Magazine wieder. Seine letzte Rolle am Broadway spielte Hampden 1953 in der Uraufführung von Arthur Millers Drama Hexenjagd als stellvertretender Gouverneur Thomas Danforth, der für die Hexenverbrennungen im Laufe des Stückes mitverantwortlich ist.
Bereits 1915 und 1917 drehte Walter Hampden zwei Stummfilme, doch seinen dritten Filmauftritt machte er erst 1939 unter Regie von William Dieterle in der Literaturverfilmung Der Glöckner von Notre Dame. Hier spielte Hampden den gutmütigen Erzbischof von Paris. Bis zu seinem Tode spielte Hampden dann eine lange Reihe würdevoller Autoritätsfiguren in Hollywood, meist in größeren Nebenrollen. Beispielhaft verkörperte er in Der Fall Cicero den britischen Botschafter und in Billy Wilders Komödie Sabrina den schwerreichen Vater von Humphrey Bogart und William Holden. Im oscarprämierten Filmklassiker Alles über Eva (1950) parodierte Hampden sich selbst, als er in der ersten Filmszene als wichtigtuerischer Alt-Theaterstar mit geschwollenen Worten bei einer Gala einen Preis an Anne Baxters Eve überreicht. Walter Hampden spielte in seinen letzten Lebensjahren auch viele Gastrollen im Fernsehen, er erhielt 1952 sogar eine Emmy-Nominierung als Bester Schauspieler.
Der Schauspieler verstarb 1955 im Alter von 75 Jahren an einem Schlaganfall. Er war seit 1905 mit Mabel Moore verheiratet, sie hatten zwei Kinder.

## Filmografie
- 1915: The Dragon’s Claw
- 1917: The Warfare of the Flesh
- 1939: Der Glöckner von Notre Dame (The Hunchback of Notre Dame)
- 1940: Hölle, wo ist dein Sieg? (All This and Heaven Too)
- 1940: Die scharlachroten Reiter (North West Mounted Police)
- 1941: Sein letztes Kommando (They Died with Their Boots On)
- 1942: Piraten im karibischen Meer (Reap the Wild Wind)
- 1944: Die Abenteuer Mark Twains (The Adventures of Mark Twain)
- 1949: The Philco Television Playhouse (Fernsehserie, eine Folge)
- 1949–1951: The Ford Theatre Hour (Fernsehserie, drei Folgen)
- 1950: Alles über Eva (All About Eve)
- 1950–1951: The Billy Rose Show (Fernsehserie, drei Folgen)
- 1951: Pulitzer Prize Playhouse (Fernsehserie, eine Folge)
- 1951: The Prudential Family Playhouse (Fernsehserie, eine Folge)
- 1951: Lux Video Theatre (Fernsehserie, eine Folge)
- 1951: Beichte eines Arztes – Die erste Legion (The First Legion)
- 1951–1952: Schlitz Playhouse of Stars (Fernsehserie, fünf Folgen)
- 1952: Der Fall Cicero (Five Fingers)
- 1952–1954: Robert Montgomery Presents (Fernsehserie, zwei Folgen)
- 1953: Im Reiche des goldenen Condor (Treasure of the Golden Condor)
- 1953: Sombrero
- 1953: Danger (Fernsehserie, eine Folge)
- 1954: The Motorola Television Hour (Fernsehserie, eine Folge)
- 1954: The United States Steel Hour (Fernsehserie, eine Folge)
- 1954: Sabrina
- 1954: Der silberne Kelch (The Silver Chalice)
- 1954: Studio One (Fernsehserie, eine Folge)
- 1955: Tempel der Versuchung (The Prodigal)
- 1955: Aus dem Leben einer Ärztin (Strange Lady in Town)
- 1956: König der Vagabunden (The Vagabond King)